# Waldsiedlung Tremmerup

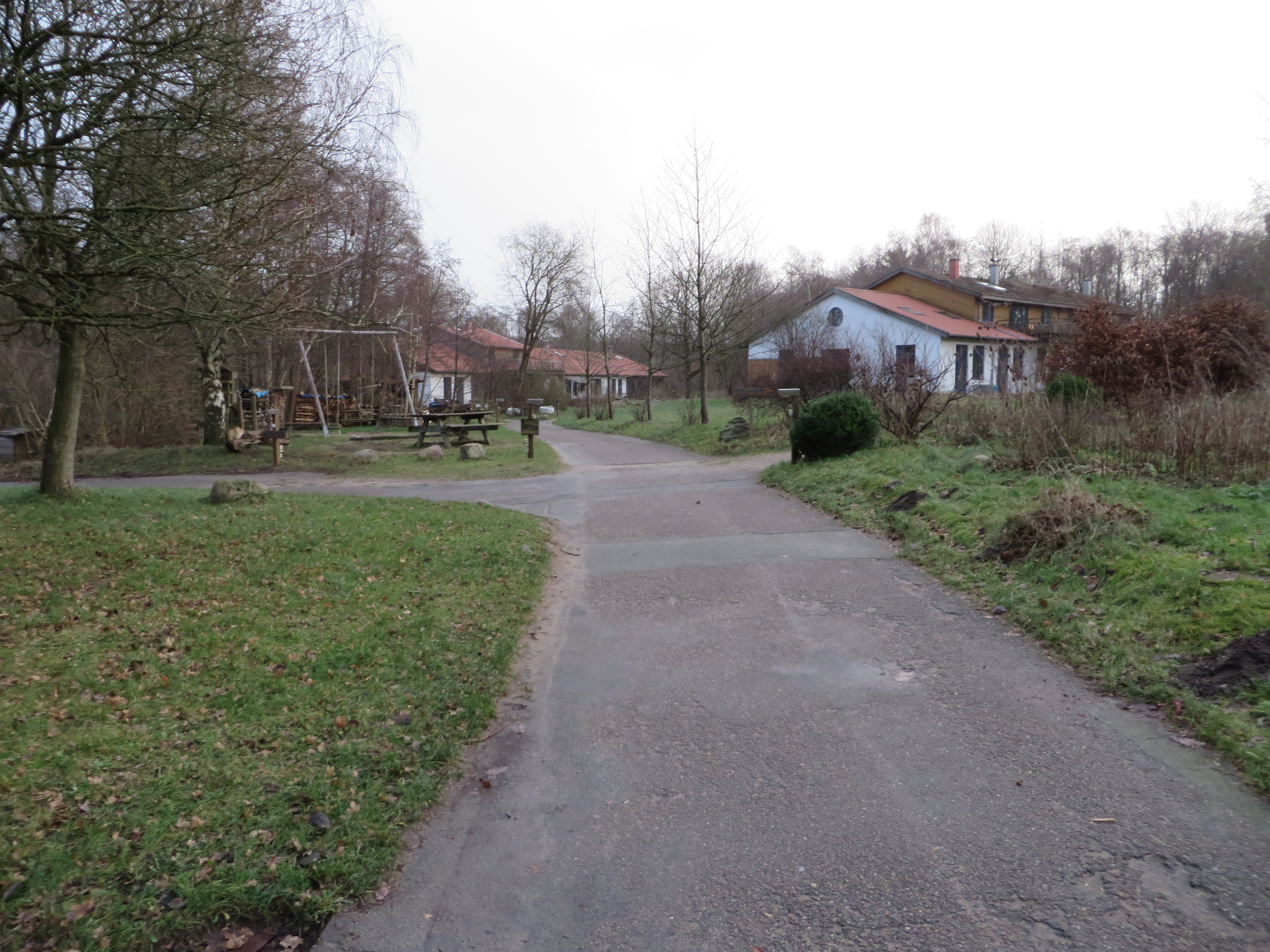

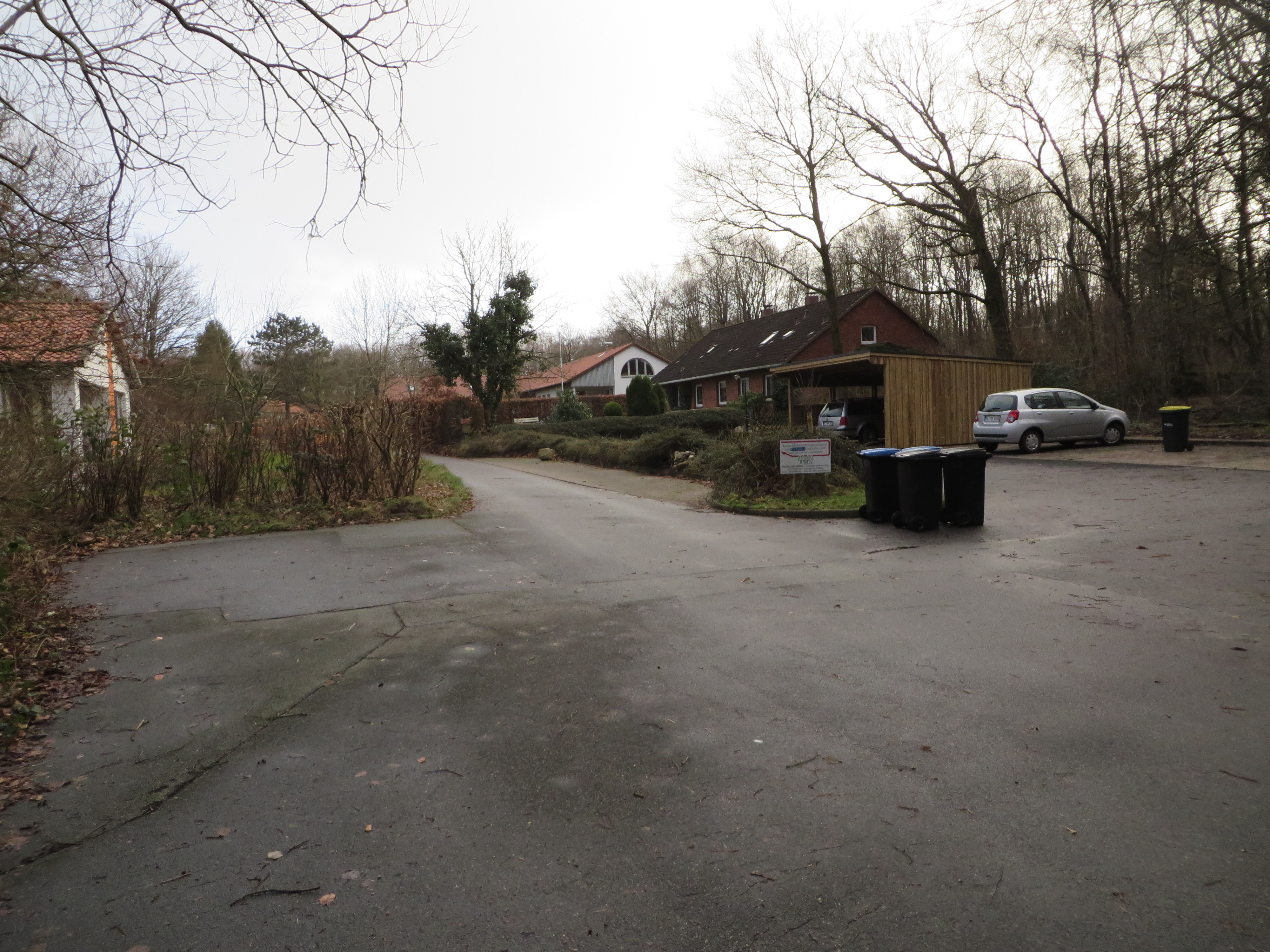
Die Waldsiedlung Tremmerup im Januar 2015

Die Waldsiedlung Tremmerup (auch verkürzt zu: Tremmerup) ist ein Flensburger Siedlungsgebiet inmitten des Fördewaldes, der nördlich der Siedlung zum Glücksburger Wald gerechnet und südlich der Siedlung zum Flensburger Gebiet Twedter Feld gezählt wird. Die im Stadtteil Mürwik (Stadtbezirk Friedheim) liegende Waldsiedlung ist Teil des Flensburger Landschaftsschutzgebietes Landschaftsteil Bauernwald. Sie fungierte früher als kleiner Militärstützpunkt und dient heutzutage als Wohnanlage.

## Geschichte
Der Name Tremmerup hat wohl die Bedeutung „Dorf des Thrimmi“ beziehungsweise „Thrimmis Dorf“. Wo sich genau dieses ursprüngliche Dorf befand, ist aber unklar. Offenbar wurde der Name später auf die nahegelegene Waldfläche des Glücksburger Waldes übertragen, welche seither Tremmeruper Wald genannt wird. Teile dieses Waldes wurden im Jahre 1210 gerodet und ein Kloster wurde errichtet, welches auf Grund der „Rohdung“ den Namen Rudekloster erhielt. Im Jahre 1582 wurde das Kloster abgetragen und aus dem Baumaterial wenige Meter entfernt das Schloss Glücksburg errichtet, nach dem die dortige kleine Stadt Glücksburg ihren Namen erhielt. Der Name Tremmerup ist im Jahre 1691 erstmals bezeugt und entsprach dabei schon der heutigen Schreibweise. Aus dem Jahr 1779 ist zudem die Schreibweise Trimrup überliefert.
Zu Flensburg kam das Gebiet der Waldsiedlung Tremmerup offenbar mit der Eingemeindung von 1910, bei der Engelsby, Fruerlund, Twedt sowie Twedter Holz zur Stadt hinzukamen. Die Straße, die bis zur Siedlung führt, erhielt am 22. Oktober 1936 den Namen Tremmerupweg. Schon in der Zeit des Zweiten Weltkrieges befand sich am Tremmerupweg der Schießplatz Twedter Feld der Wehrmacht (vgl. Sonderbereich Mürwik). Der Schießstand wurde nach dem Krieg von der Zollschule Flensburg, die ihren Sitz in der Marineschule Mürwik hatte, genutzt. Von 1961 bis 1993 wurde das Tremmeruper Gebiet am Ende des Tremmerupweges von einer Fernmeldeeinheit genutzt (siehe: Marinefernmeldestab 70); so entstanden auf der Waldlichtung die ersten Gebäude. Auch der benachbarte Schießplatz wurde wieder militärisch genutzt.
Nach der Wiedervereinigung kam es zur Neustrukturierung des Militärs. Das Tremmeruper Gelände wurde freigegeben und daher zum Verkauf angeboten. Von diesem Prozess waren große Teile der Stadt betroffen, so auch beispielsweise das nicht weit entfernte Gebiet Sonwik bei der Marineschule Mürwik, wie auch der schon erwähnte benachbarte Schießplatz. Heute befindet sich in „Tremmerup“ ein sozial-ökologisches Wohnprojekt. Die Waldsiedlung hat eine Größe von über 6 Hektar. Der dortige Bach trägt den Namen Mühlenbek, der nicht mit dem Mühlenstrom in der Flensburger Innenstadt zu verwechseln ist. Er erhielt seinen Namen offensichtlich nach der Alten Wassermühle beim Ende des Baches in Meierwik, wo sich auch ein kleiner Mühlenbachteich befindet. Zum erwähnten nahgelegenen Wald Groß-Tremmerup existiert eine Sage (siehe Der Freischütz).